# Zásmuky
Zásmuky è una città della Repubblica Ceca facente parte del distretto di Kolín, in Boemia Centrale.

## Storia
La prima menzione del paese registrata in un documento scritto risale all'anno 1285, in cui si accenna alla sede di un vladiken denominato "Sulislav ze Zásmuk". Fino al XV secolo la zona rimase di proprietà della famiglia Zásmucký, finché non fu acquistata nel 1533 da Adam von Říčany Zásmuky, il quale la rivendette a Jan Vchynský di Vchynice nel 1583. La città venne poi distrutta durante la guerra dei trent'anni, con la popolazione ridotta del 60%. Nel 1635 il dominio passò a Václav Michna von Vacínov Zásmuky e dopo due anni a Johann Rudolf von Sternberg, il cui figlio Ulrich Adolf Vratislav von Sternberg costruì il monastero francescano e la chiesa del monastero.
Nel 1881 venne realizzato la stazione di Zásmuky, quale terminal della diramazione per Pecky della ferrovia Praga - Kolín; attualmente la stazioen ferroviaria è usata solo per il trasporto merci, tranne in estate quando viene attivata durante la manifestazione turistica "Podlipanský motoráček" con treni storici.
Dopo la seconda guerra mondiale, Zásmuky perse i diritti di città e nel 1948 i possedimenti del conte von Sternberg vennero espropriati. Il castello fu poi utilizzato dall'esercito. Nel 1980 un incendio distrusse alcune parti dell'edificio ormai fatiscente. Dal 1992 Zásmuky ha di nuovo il titolo di città.

## Monumenti e luoghi d'interesse
- Castello di Zásmuky: eretto sui resti di un'antica fortezza ed in stile barocco, si trova nel lato ovest della piazza del mercato. Il castello in rovina è stata acquistato nel 1992 da Diana Šternberkova-Phipps ed è in fase di ristrutturazione. Due stanze della torre d'ingresso del castello ospitano una piccola esposizione con la storia della città e mostre temporanee di artisti locali, aperte nei fine settimana estivi
- Ex monastero e chiesa conventuale di San Francesco d'Assisi, costruito nel 1694
- Chiesa dell'Assunzione
- Colonna della Madonna (Mariensäule)
- Giardino ferroviario "ZŽZ - Zahradní Železnice Zásmucka": situato lungo la strada che conduce a Horní, è un parco ferroviario in miniatura (scartamento 300 mm)[5].

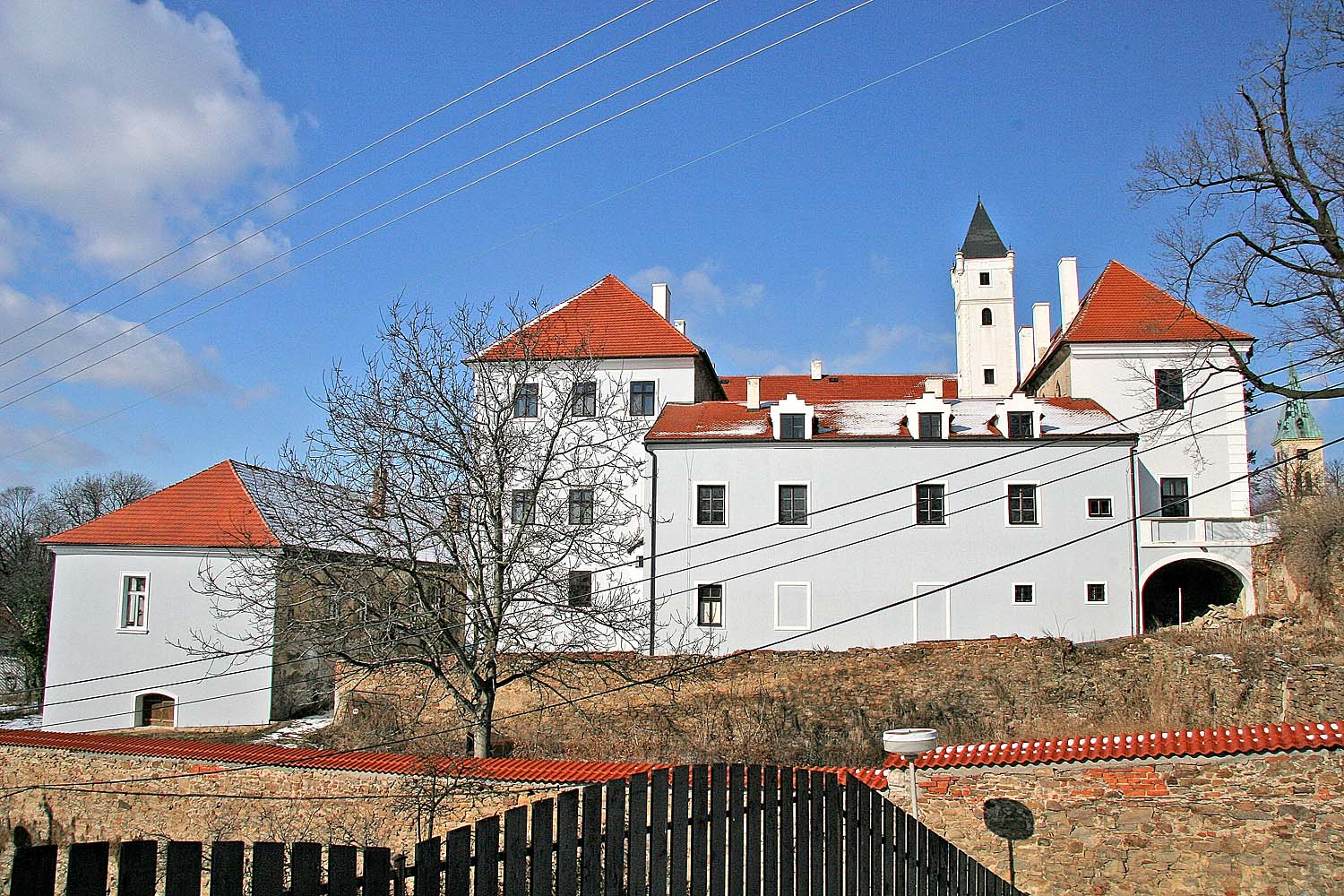
Castello di Zásmuky
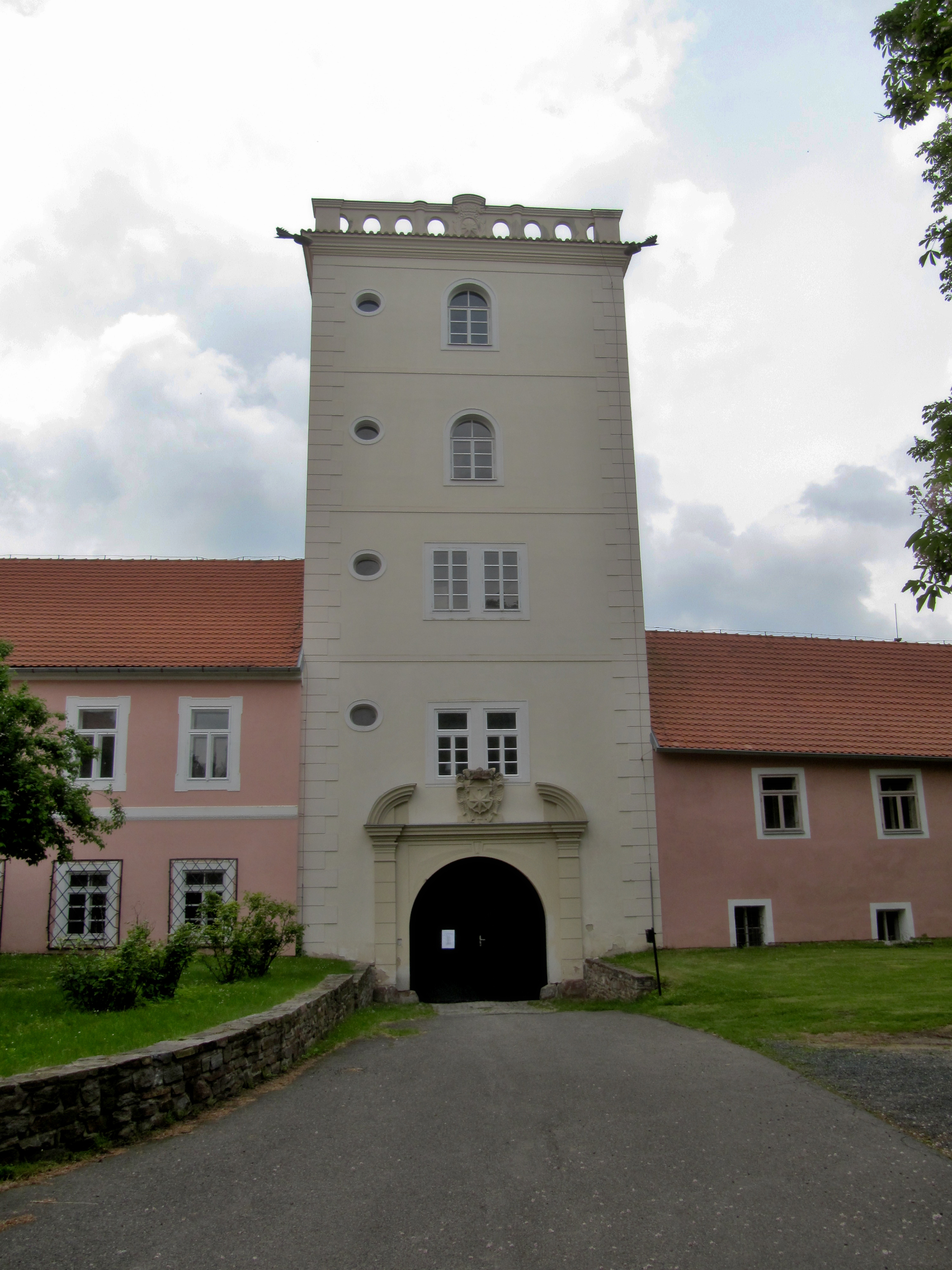
Torre d'ingresso al castello
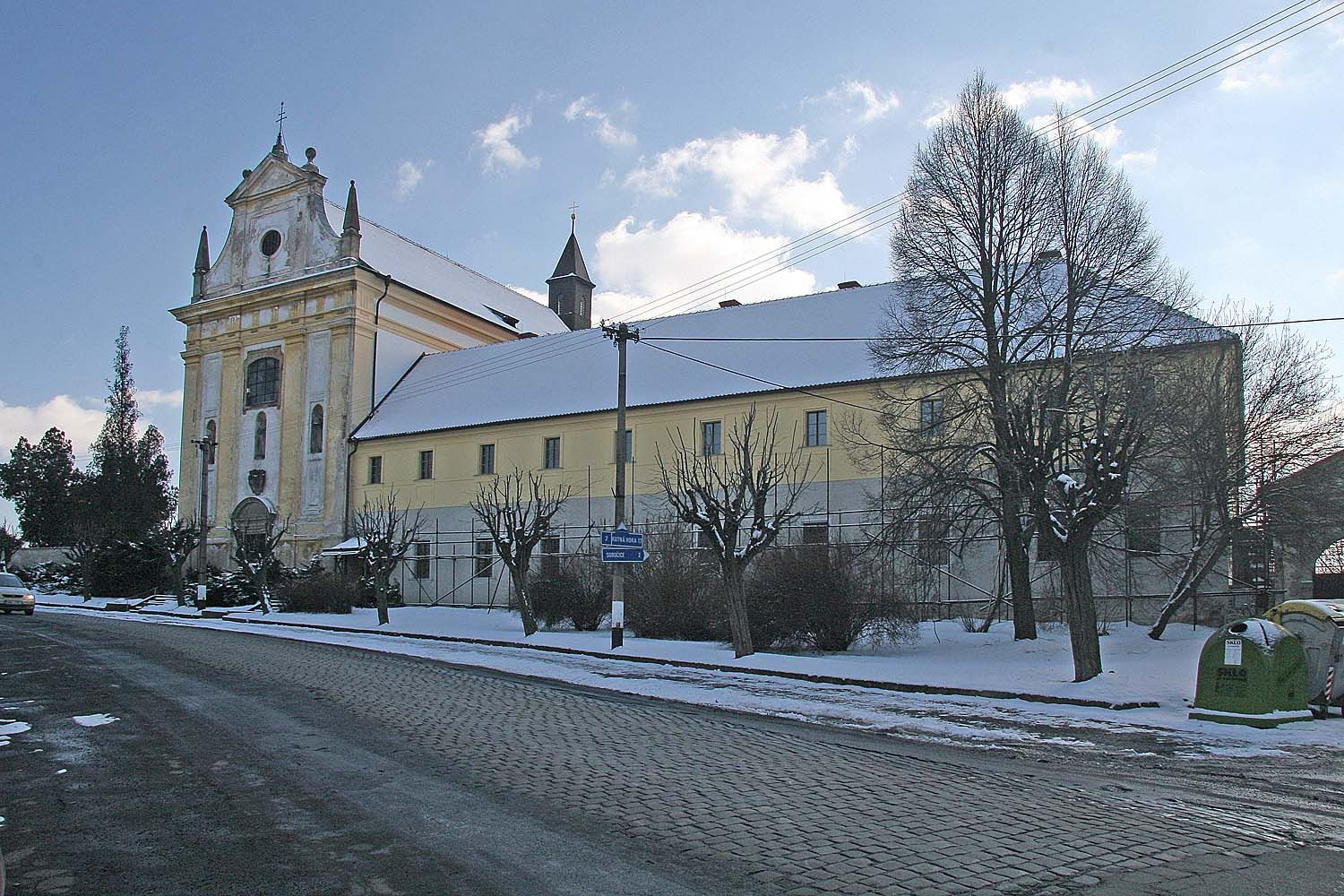
Monastero francescano
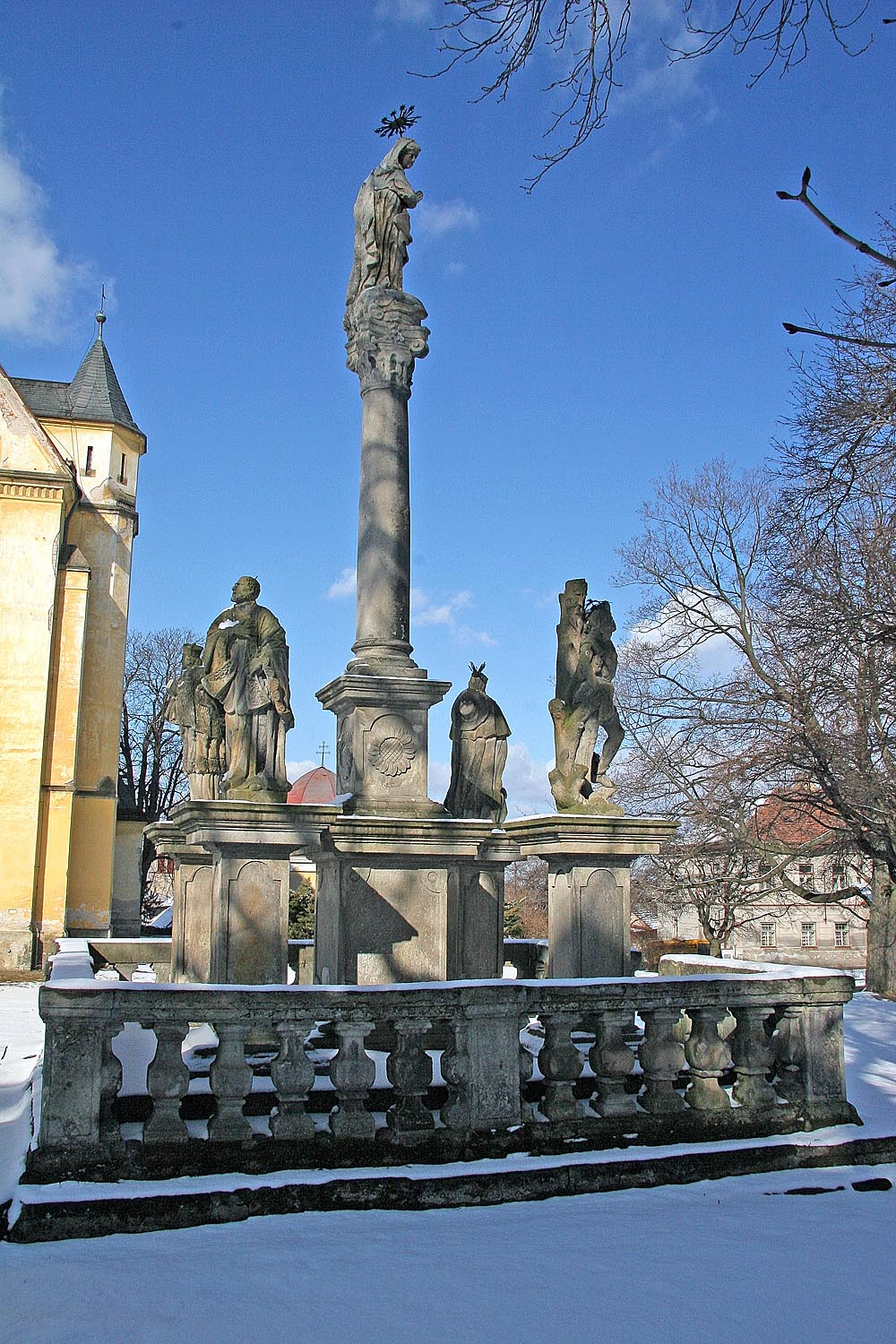
Colonna della Madonna
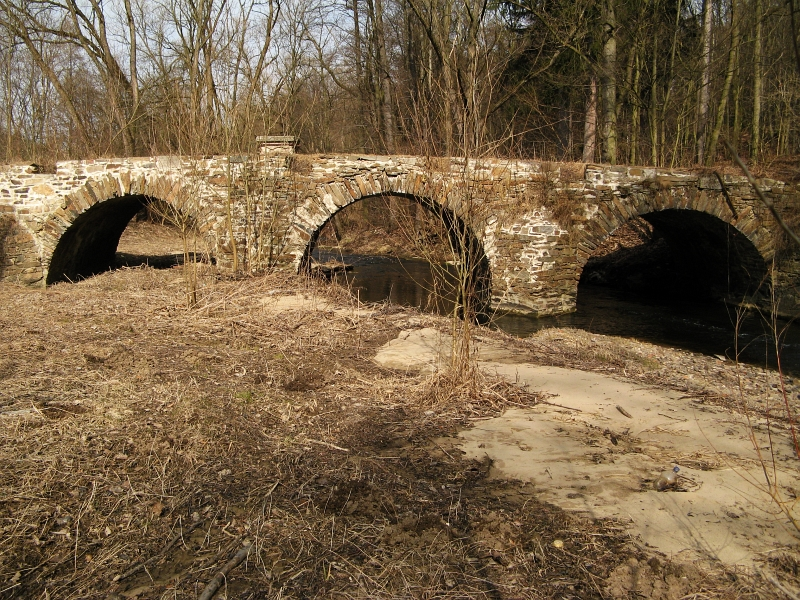
Ponte di pietra

## Sport
A Zásmuky è presente una palestra per il fitness e due campia da tennis in terra battuta.
Sono altresì presenti diverse piste ciclabili che conducono nei paesi vicini.